# Capo Mannu

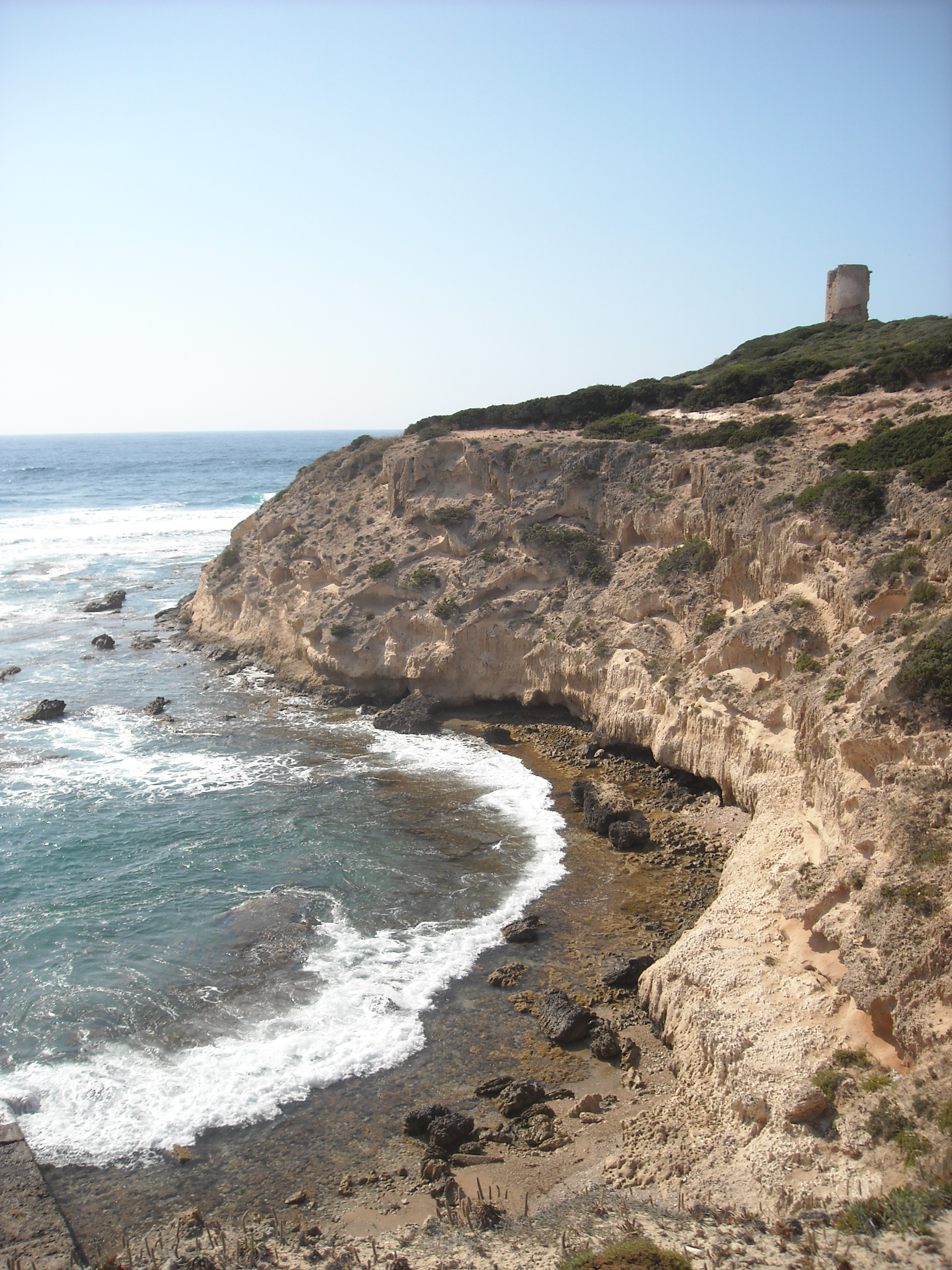
La scogliera meridionale del capo Mannu, sormontata dalla torre Aragonese.

Capo Mannu è un promontorio situato a 22 km da Oristano, in Sardegna, che costituisce il punto di inizio nord della penisola dal Sinis. Sul promontorio è presente un faro di segnalamento. Il territorio del capo appartiene amministrativamente al comune di San Vero Milis.

## Capo Mannu e il surf
Capo Mannu è ben noto agli amanti del surf e del windsurf. Il capo è esposto a tutti i venti dei quadranti occidentali, e in particolar modo al maestrale. Durante le mareggiate è possibile osservare onde di alcuni metri di altezza. Dal punto di vista surfistico, è stato scoperto verso la fine degli anni '80 da alcuni surfisti e windsurfisti della zona e, tuttora, rappresenta in Europa una delle mete più ambite per la pratica di questo sport. Da alcuni anni è diventato uno dei punti di riferimento in Italia per kitesurf sulle onde. Da alcuni anni ospita con cadenza annuale il "Capo del Capo", una competizione surfistica di livello nazionale.

Surfisti al capo Mannu.